# Merel de Blaeij
Merel de Blaeij (L'Aia, 2 dicembre 1986) è una hockeista su prato olandese.

## Palmarès

### Olimpiadi
- 1 medaglia:
  - 1 oro (Londra 2012)

### Champions Trophy
- 1 medaglia:
  - 1 bronzo (Rosario 2012)